# Platyoides rossi
Platyoides rossi är en spindelart som beskrevs av Norman I. Platnick 1985. Platyoides rossi ingår i släktet Platyoides och familjen Trochanteriidae. Inga underarter finns listade i Catalogue of Life.